# 20077 Borispodolsky
20077 Borispodolsky è un asteroide della fascia principale interna. Scoperto nel 1994, presenta un'orbita caratterizzata da un semiasse maggiore pari a 2,321921 UA e da un'eccentricità di 0,104960, inclinata di 4,201983° rispetto all'eclittica. Ha un diametro di 3,110 km, un periodo di rotazione di 2,98 ore e un'albedo di 0,264.
È dedicato a Boris Yakovlevich Podolsky, fisico russo naturalizzato statunitense.